# August Eckardt
Friedrich August Eckardt (* 6. April 1871 in Lößnitz, Erzgebirge; † 27. Juli 1938 in Stralsund) war ein deutscher Geologe, Bergbau-Manager und von 1919 bis 1933 Mitglied des Sächsischen Landtags, dabei 1932/1933 kurzzeitig dessen Landtagspräsident.

## Leben
Der Sohn von Karl Moritz Eckardt (1834–1897), seit 1870 Diakon in Lößnitz, verbrachte seine Kindheit in Lugau, wo sein Vater 1875 das Pfarramt angetreten hatte. Vom Vater auf das Abitur vorbereitet, wurde er 1888 in Leipzig und 1889 in der Fürstenschule Grimma unterrichtet. Anschließend studierte Eckardt ab 1889 Geologie an der Bergakademie Freiberg. Nach einem Arbeitsaufenthalt in Russland leitete verschiedene Steinkohlebergwerke in Sachsen. 1909 studierte August Eckardt nochmals für ein Jahr an der Technischen Hochschule Dresden, wo er seine Doktorarbeit über das Trocknen der Braunkohle schrieb. Seit 1911 war Eckardt Geschäftsführer beim neu gegründeten Bergbaulichen Verein für Zwickau und Lugau-Oelsnitz.
Im Jahr 1919 wurde Eckardt für die DNVP in die Sächsische Volkskammer gewählt, wo er besonders Bergbauinteressen vertrat. Bei der Wahl zum Landtagspräsidenten am 24. November 1932 wurde August Eckardt in der Stichwahl mit nur 40 Stimmen gewählt, weil die SPD und KPD, die zusammen bereits 45 Stimmen besaßen, aufgrund ihrer Differenzen nicht geschlossen den SPD-Kandidaten Kurt Weckel wählten. Dabei kamen Eckardt, dessen Fraktion nur über 10 Mandate verfügte, die NSDAP-Stimmen zugute, die im ersten Wahlgang noch ihren eigenen Kandidaten Walter Dönicke unterstützt hatten. Bei der Neubildung des Landtags nach der „Machtergreifung“ durch die NSDAP wurde Eckardt als Landtagspräsident durch Dönicke abgelöst.
Eckardt, der dem sächsischen Landesparlament von 1919 bis zu dessen Auflösung 1933 angehörte, zog sich noch 1933 aus der Politik zurück. Bis 1936 lebte er in Lichtentanne, danach wohnte er bei einer seiner Töchter in Stralsund, wo er 1938 starb.

## Schriften
- Das Trocknen der Braunkohle und seine Wirtschaftlichkeit. (Dissertation) Halle (Saale) 1913 (Zugang zum Digitalisat).
- Der Steinkohlenbergbau im Zwickauer und Lugau-Oelsnitzer Revier. Förster & Borries, Zwickau o. J. (um 1917).
- Der wirtschaftliche Wiederaufbau. Dresden 1919.
- Die Entwicklung des Steinkohlenbergbaues im erzgebirgischen Becken. Förster & Borries, Zwickau 1938.